# Il gusto della felicità
Il gusto della felicità è un programma televisivo culinario italiano, in onda dal 28 novembre 2019 su Food Network.

## Il programma
Il conduttore Marco Bianchi, in ogni episodio, prepara delle ricette per chi ha intenzione di intraprendere un nuovo stile di vita e alimentare, più salutare ed equilibrato.
Ad ogni ricetta sono affiancate "pillole di scienza" volte ad illustrare i valori nutrizionali e le varie proprietà salutari della pietanza preparata.